# لیزا کول
لیزا کول (انگلیسی: Lisa Cole؛ زادهٔ ۱۴ مهٔ ۱۹۷۳) بازیکن فوتبال اهل ایالات متحده آمریکا است.
از باشگاه‌هایی که در آن بازی کرده‌است می‌توان به بوستون بریکرز اشاره کرد.